# 트롤 (시리즈)

영어 로고

《트롤》은 20세기 폭스/유니버설 픽처스가 배급하고 드림웍스 애니메이션이 제작한 애니메이션 미디어 프랜차이즈이다.

## 영화
- 《트롤》 (2016년)
- 《트롤: 월드 투어》 (2020년)
- 《트롤 3》 (2023년)

## 텔레비전 프로그램
- 《트롤: 더 비트 고즈 온!》 (2018년)

## 텔레비전 스페셜
- 《트롤 홀리데이》 (2017년)

## 사운드트랙
- 《트롤》 (2016년)
- 《트롤: 월드 투어》 (2020년)